# Château d'Arche
Château d'Arche, est un domaine viticole situé à Sauternes en Gironde. En AOC sauternes, il est classé deuxième grand cru dans la classification officielle des vins de Bordeaux de 1855.

## Architecture
Dominant le village de Sauternes, le château d'Arche présente une chartreuse du XVIIe siècle.

## Le château d'Arche autrefois

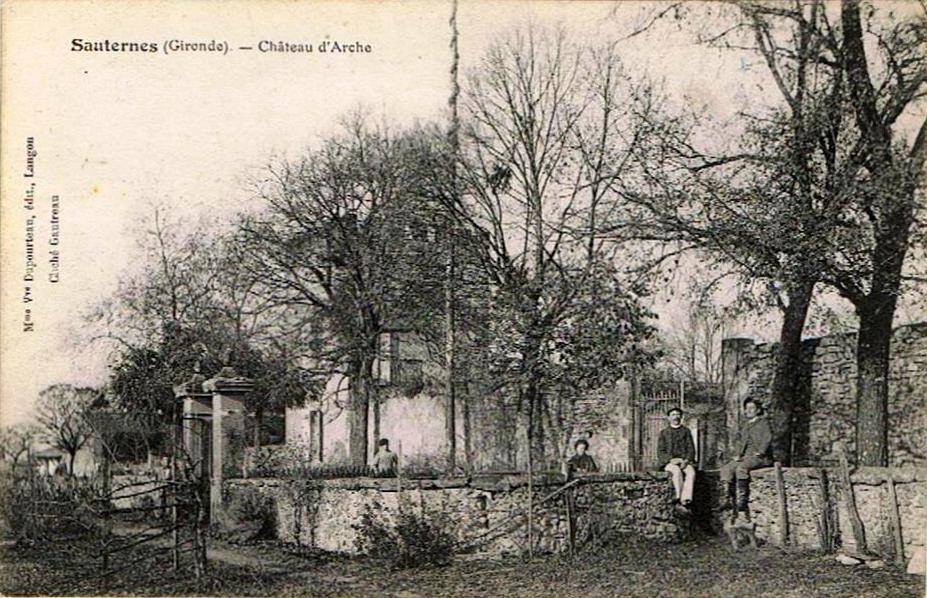
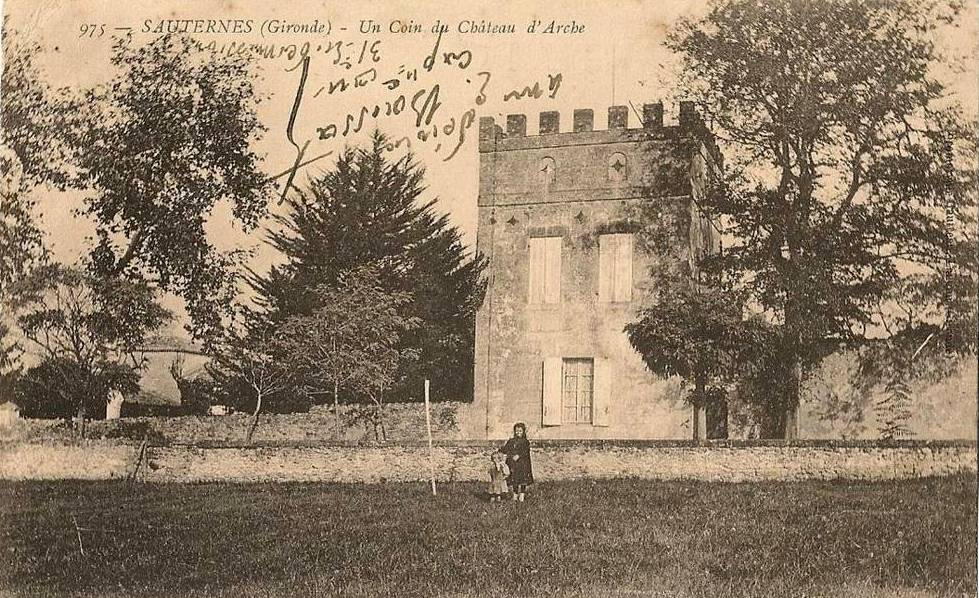